# 백연 (화합물)

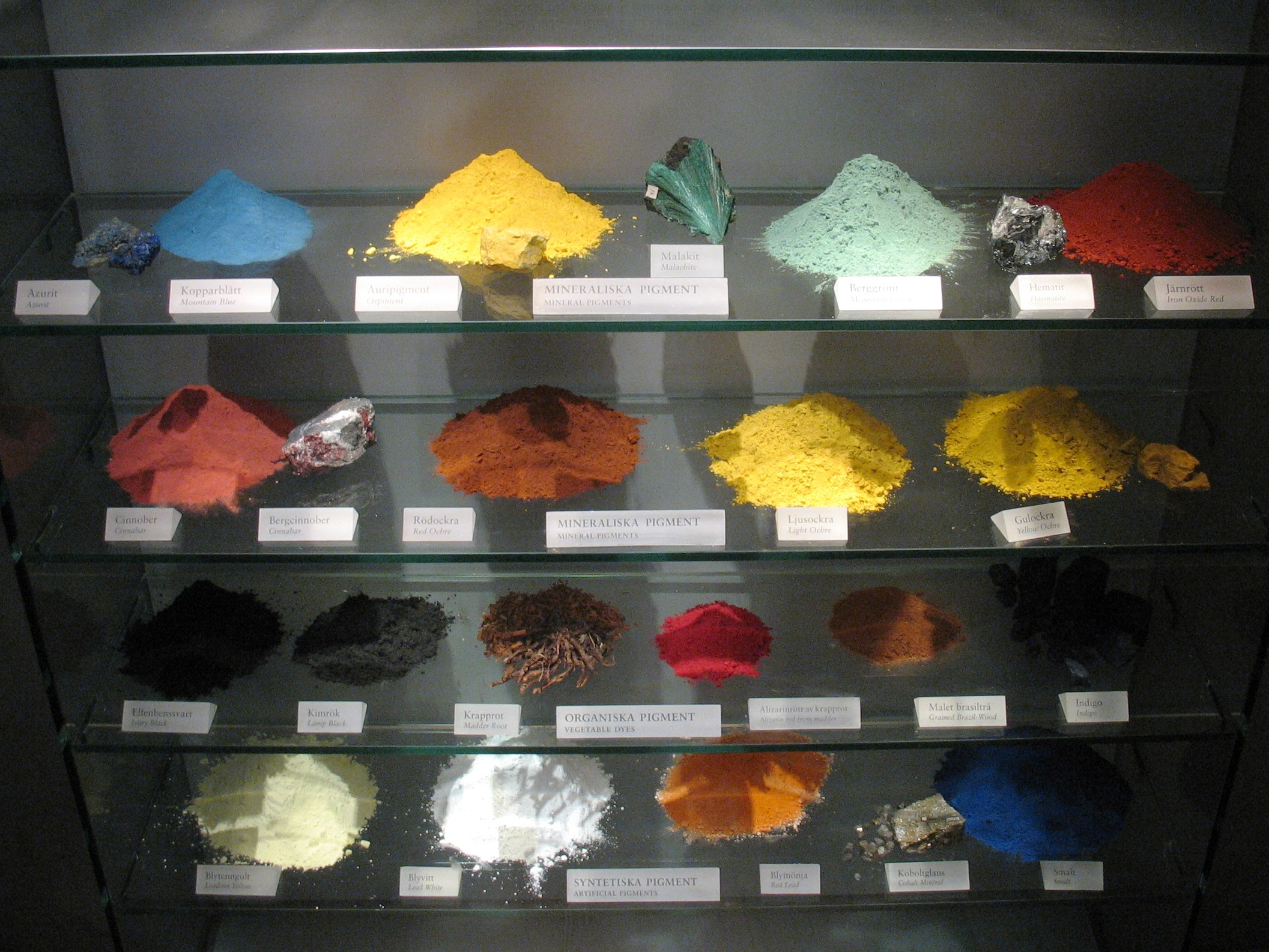

백연(白鉛, white lead), 연백(鉛白), 백랍(白鑞)은 2PbCO3·Pb(OH)2 화학식을 갖는 염기성 탄산납이다.
과거에 납 페인트, 베네치아분(Venetian ceruse) 등의 화장품에 사용되었는데 물질의 불투명도와 건조 가능한 기름과 함께 만들어지는 부드러운 혼합물의 특성에 기인한 것이다. 그러나 납 중독을 일으킬 수 있어서 대부분 국가에서 사용이 금지되어 있다. 유의 필요